# Kostel Panny Marie Dobričské (Split)
Kostel Panny Marie Dobričské ve Splitu (chorvatsky Crkva Gospe od Dobriča u Splitu) je římskokatolický kostel v chorvatském Splitu. Nachází se nedaleko Ovocného trhu (Voćni trg), v ulici Dobrić 2. Objekt je chráněn jako kulturní statek a nemovitý kulturní majetek s označením Z-3422. 

## Popis
Kostel byl postaven v roce 1868 v novorománském slohu kanovníkem Ivanem Mangerem podle návrhu architekta Emila Vechiettiho. 
Kostel se nachází v oblasti s názvem Dobrić pojmenované po zdroji dobré („pitné“) vody. V souladu s urbanistickými rysy jihozápadní části města byla severní a východní fasáda kostela propojena se sousedními budovami. 
Na mramorovém oltáři z roku 1877 je ikona Panny Marie z Klisu, která byla přenesena po pádu Kliské pevnosti v roce 1537 do staršího kostela, který se nacházel na místě dnešního.
V roce 1987 byl kostel renovován.